# Вокальчук, Сергей Евгеньевич
Серге́й Евге́ньевич Вокальчук (укр. Сергій Євгенович Вокальчук; род. 2 января 1982, Ровно) — украинский футболист, вратарь.

## Биография
В детско-юношеской футбольной лиге Украины выступал за львовское УФК (Училище физической культуры). В 1998 году попал в состав команды «Львов». Затем выступал за «Карпаты-2», дрогобычскую «Галичину» и снова за «Львов». В 2001 году вновь перешёл во львовские «Карпаты», но выступал за «Карпаты-3» и «Карпаты-2».
В 2002 году перешёл в золочевский «Сокол», в команде отыграл один год и провёл 29 матчей. В 2003 году играл за киевский «Арсенал-2», а позже за «Газовик-Скала» и «Спартак-Горобына». В 2005 году провёл 1 матч в чемпионате Украины за киевский «Арсенал». В 2006 году перешёл в «Крымтеплицу» за которую сыграл в 72 матчах в Первой лиге Украины. В июле 2011 года перешёл в ахтырский «Нефтяник-Укрнефть».

## Личная жизнь
Воспитывает дочь Лидию.